# Henrik Galberg Jacobsen
Henrik Galberg Jacobsen (født 4. februar 1944) er en dansk sprogforsker og professor emeritus i nordiske sprog. Hans forskningsfokus har været dansk sprognormering og retskrivning, og han har udgivet bøger om dansk samt arbejdet på Retskrivningsordbogen herunder kommareglerne.

## Karriere
Henrik Galberg Jacobsen blev ansat i Dansk Sprognævn i 1972. I 1999 blev han i stedet professor i nordiske sprog ved Syddansk Universitet, og var i perioden 2000-2005 medlem af sprognævnets repræsentantskab. I anledning af hans 60-års-fødselsdag i 2004 blev der udgivet et festskrift. I 2010 blev han dr.phil. ved forsvar af afhandlingen Ret og skrift. Officiel dansk retskrivning 1739-2005. Han gik på pension i 2013.
I 2008 blev han ridder af Dannebrog.